# José Freire Júnior
José dos Santos Freire Júnior (Goiânia, 13 de agosto de 1955) é um economista, agropecuarista e político brasileiro que foi deputado federal pelo Tocantins.

## Biografia
Filho de José dos Santos Freire e Lourdes de Castro Bahia Freire. Aos dezoito anos ingressou no MDB e em 1978 formou-se em Economia pelo Centro Universitário de Brasilia e acompanhou o pai na filiação ao PMDB em 1980. Nomeado diretor de crédito rural do Banco do Estado de Goiás pelo governador Iris Rezende em 1983, manteve o cargo quando Onofre Quinan assumiu o Palácio das Esmeraldas e tornou-se vice-presidente da instituição no governo Henrique Santillo. Renunciou a fim de eleger-se deputado federal pelo Tocantins em 1988, embora seu pai tenha perdido a disputa pelo Palácio Araguaia para Siqueira Campos naquele mesmo ano. Uma vez em Brasília, cumpriu mandato ao lado do pai e a seguir apoiou Fernando Collor nas eleições presidenciais de 1989 tornando-se presidente do PRN no Tocantins.
Reeleito deputado federal em 1990, 1994 e 1998, apoiou a abertura do processo de impeachment de Fernando Collor em 1992, voltou ao PMDB no ano seguinte e tornou-se vice-presidente estadual e membro do diretório nacional do partido. Disputou, sem sucesso, as eleições para a prefeitura de Palmas em 1996 e para o governo do Tocantins em 2002.
Eleito suplente de deputado federal pelo PSDB em 2006, exerceu o mandato mediante convocação até que em 2008 assumiu os postos de secretário-geral do diretório estadual do partido e de presidente do diretório municipal de Palmas. Em 2010 foi eleito deputado estadual pelo PV e por esta mesma legenda candidatou-se, sem sucesso, a deputado federal em 2014.